# Метилии
Метилиите (на латински: Metilii; gens Metilia) са фамилия от Алба Лонга.
Известни:
- Марк Метилий (трибун 416 пр.н.е.), народен трибун 416 пр.н.е.[4]
- Марк Метилий (трибун 220 пр.н.е.), народен трибун 220 пр.н.е
- Марк Метилий (трибун 217 пр.н.е.), народен трибун 217 пр.н.е.
- Тит Метилий Крокон, магистрат 215 пр.н.е.
- Публий Метилий Сабин Непот, суфектконсул 91 г.
- Публий Метилий Непот, суфектконсул 103 г.
  - Публий Метилий Непот (консул 128 г.), суфектконсул за 128 г.
  - Публий Метилий Секунд Непот, суфектконсул 123 г.
    - Марк Метилий Аквилий Регул, консул 157 г.